# Zona de fratura

Ilustração esquemática da diferença entre zonas de fractura activas e inactivas.

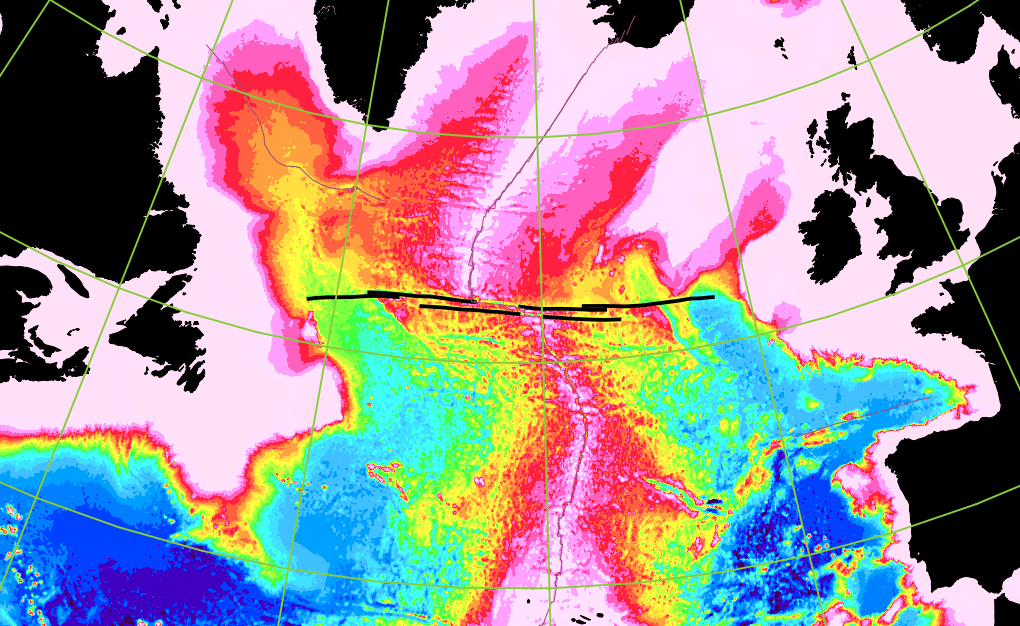
Imagem da região em torno da Zona de Fractura Charlie-Gibbs.

Zona de fractura é a designação dada nos campos da tectónica de placas e da oceanografia física a estruturas tectónicas lineares existentes nos fundos oceânicos que em geral se estendem por muitas centenas de quilómetros, por vezes mesmo por alguns milhares de quilómetros, em direcção perpedicular ao eixo do rifte oceânico a que estão associadas.

## Descrição
As zonas de fractura são estruturas tectónicas que resultam do movimento diferencial entre segmentos das dorsais oceânicas, onde os movimentos associados à tectónica de placas levam à formação de longas falhas transformantes, que podem atingir de centenas a milhares de quilómetros de comprimento. A consequente descontinuidade lateral das dorsais oceânicas maifesta-se pela deslocação lateral do eixo do rifte oceânico associado, por vezes com algumas centenas de quilómetros de comprimento. O resultado global é a formação de segmentos distintos, aparentemente descontínuos, ao longo das dorsais oceânicas.
Durante a formação da zona de fractura, as placas litosféricas em cada lado da uma falha transformante activa move-se em direcções opostas, resultando na ocorrência de deslocamento diferencial centrado na falha transformante com cada um dos lados a mover-se aparentemente em direcções opostas.
Com o passar do tempo, as zonas de fratura estendem-se muito para além das falhas transformantes que lhe deram origem, estendendo-se para ambos os lados perpendicularmente ao eixo da cordilheira gerada pela dorsal. Estas estruturas ficam sismicamente inactivas, porque ambos os segmentos de placa se estão a mover na mesma direção, exibindo apenas evidência da actividade transformante das falhas associadas, patente nas diferentes idades dos materiais da crusta terrestre em lados opostos da zona.
No seu uso atual, os conjuntos de falhas transformantes alinhados com zonas de fratura são muitas vezes vagamente referidos como «zonas de fratura», embora tecnicamente, eles não o sejam.

## Exemplo

### Zona de fratura de Blanco
A zona de fratura de Blanco é uma zona de fratura que corre entre a crista Juan de Fuca e a crista de Gorda. A característica dominante da zona de fratura é a crista Blanco de 150 km (93 milhas) de comprimento, que é uma falha de deslizamento lateral direito de ângulo alto com algum componente de falha de deslizamento por imersão.